# Memphis Belle
Memphis Belle (bra: Memphis Belle: A Fortaleza Voadora; prt: Memphis Belle, ou A Bela Memphis) é um filme de guerra britânico-estadunidense de 1990, dirigido por Michael Caton-Jones e escrito por Monte Merrick. É uma narrativa ficcional da história contada no documentário de 1944 "Memphis Belle: A Story of a Flying Fortress" do diretor William Wyler, sobre a equipe do avião bombardeiro B-17, apelidado de "Memphis Belle", que em 1943 realizava missões partindo da Inglaterra até à Alemanha e a França ocupada, durante a II Guerra Mundial. O filme foi co-produzido por Catherine, filha de Wyler, e dedicado ao seu pai.

## Sinopse
Memphis Belle é o apelido dado pelo piloto Dennis Dearborn ao avião bombardeiro B-17 que comanda, em homenagem à sua namorada cuja foto em preto-e-branco carrega consigo como um amuleto, em seus combates aéreos durante a II Guerra Mundial
A jovem tripulação de Dearbon completou 24 missões sem que ninguém se ferisse, e agora só falta uma para que eles encerrem o serviço militar. Às vesperas da última missão, o tenente-coronel Bruce Derringer chega à base na Inglaterra com um plano para transformar Dearbon e seus comandados em astros da propaganda de guerra. Ele planeja uma excursão dos rapazes pelo EUA, a fim de que ajudem a angariar fundos para a continuidade das missões.
A vigésima-quinta missão é uma das mais temidas pelos pilotos, pois consiste em bombardear alvos dentro da Alemanha, à luz do dia. Os aviões deverão atingir uma fábrica em Bremen, protegida por forte artilharia antiaérea e esquadrões de caça. O voo é atrasado por haver nuvens no local, mas finalmente o Memphis Belle e os outros do esquadrão de bombadeiros decolam rumo ao alvo.

## Trilha sonora
1. "Londonderry Air" / "Front Titles: Memphis Belle" (tradicional) / George Fenton) - 3:50
2. "Green Eyes" (Nilo Menendez, Eddie Rivera, Eddie Woods) - 3:25
3. "Flying Home" (Benny Goodman, Lionel Hampton, Sydney Robin) - 2:57
4. "The Steel Lady" (Fenton) - 1:44
5. "Prepare For Take Off" ("Amazing Grace") (tradicional) - 2:39
6. "The Final Mission" (Fenton) - 3:51
7. "With Deep Regret..." (Fenton) - 2:02
8. "I Know Why (And So Do You)" (Mack Gordon, Harry Warren) - 2:55 - com Glenn Miller e Orquestra
9. "The Bomb Run" (Fenton) - 1:30
10. "Limping Home" (Fenton) - 2:25
11. "Crippled Belle: The Landing" (Fenton) - 3:26
12. "Resolution" (Fenton) - 1:06
13. "Memphis Belle" (Letreiros Finais) (Fenton) - 7:37
14. "Danny Boy" (Tema de Memphis Belle) (Frederic E. Weatherly) - 3:20 - cantado por Mark Williamson

## Elenco principal
| Ator               | Papel                           | Designação                                   |
| ------------------ | ------------------------------- | -------------------------------------------- |
| Matthew Modine     | Capt. Dennis Dearborn           | Piloto                                       |
| Eric Stoltz        | Sgt. Danny Dale                 | Rádio-operador                               |
| Tate Donovan       | Primeiro-tenente Luke Sinclair  | Copiloto                                     |
| D. B. Sweeney      | Tenente Phil Lowenthal          | Navegador                                    |
| Billy Zane         | Tenente Val Kozlowski           | Artilheiro/Atirador da frente/Oficial Médico |
| Sean Astin         | Sgt. Richard Moore              | Atirador da Torre da Barriga                 |
| Harry Connick, Jr. | Sgt. Clay Busby                 | Atirador da Cauda                            |
| Reed Diamond       | Sgt. Virgil Hoogesteger         | Atirador da Torre de Cima                    |
| Courtney Gains     | Sgt. Eugene McVey               | Atirador                                     |
| Neil Giuntoli      | Sgt. Jack Bocci                 | Atirador                                     |
| David Strathairn   | Coronel Craig Harriman          | Comandante em solo                           |
| John Lithgow       | Tenente-Coronel Bruce Derringer | Relações Públicas                            |